# عربليك
العربليك كانت عبارة عن عقار كبير في عهد الإمبراطورية العثمانية (أي سنجق) عُهد به إلى أحد حاملي المناصب العليا، أو إلى أحد المارغريفات ، كترتيب مؤقت قبل تعيينهم في منصب مناسب. كان العربليك نوعًا من الإقْطاع [الإنجليزية] الممنوح لأعضاء النخبة العثمانية مقابل تحصيل الضرائب (التلزيم).

## علم أصول الكلمات
كان الشعير يُعرف باسم عربا في اللغة التركية، وكان النظام الإقطاعي في الإمبراطورية العثمانية يستخدم مصطلح عرباليك، أو "أموال الشعير"، للإشارة إلى بدل ثانٍ يُمنح للمسؤولين لتعويض تكاليف العلف لخيولهم (لتغطية نفقات الاحتفاظ بوحدة صغيرة من سلاح الفرسان).

## التاريخ
كان عدد الوزراء يتزايد بشكل مطرد في الدولة العثمانية منذ القرن السادس عشر. لم يكن الكثير منهم راضين عن الدخل الذي حصلوا عليه، لذلك قُدم مفهوم العربليك.
كانت رتبة الأشخاص الذين حصلوا على العربليك غالبًا أعلى من رتبة الحاكم العادي للمنطقة بأكملها. تُقدم مؤسسة العربليك لتسهيل العبء على المسؤولين الحكوميين من خلال تعويض خسائر كبار المسؤولين. بدلًا من حل المشاكل، قام العربليك بخلق مشاكل جديدة أكبر. لم تحدد الحكومة العثمانية بدقة الواجبات المحددة لحاملي العربليك، مما تسبب في توترات متكررة بين الباب العالي والولاية. من المحتمل أن تكون هذه التوترات قد ساهمت أيضًا في تدهور نظام التيمار (الإقطاعية) التقليدي لأنها تركت السباهية خارج سلسلة القيادة الواضحة.
في البداية، في القرن السادس عشر، كان عدد السناجق التي تُعرف باسم عربليك صغيرًا جدًا. بعد تراجع نظام التيمار (الإقطاعيات)، مُنح العديد من السناجق في الأناضول كعرباليك لمسؤولين عثمانيين كبار.